# لييج (مترو باريس)
لييج (بالفرنسية: Liège)‏ هي محطة مترو تابعة لمترو باريس تقع في فرنسا في الدائرة الثامنة في باريس.